# Aéroport de Fukuoka (métro de Fukuoka)
Aéroport de Fukuoka (福岡空港駅, Fukuokakūkō-eki) est une station du métro de Fukuoka sur la ligne Kūkō dans l'arrondissement de Hakata à Fukuoka. Elle dessert l'aéroport de Fukuoka.

## Situation sur le réseau
La station Aéroport de Fukuoka marque la fin de la ligne Kūkō.

## Histoire
La station Aéroport de Fukuoka est mise en service le 3 mars 1993, lors de l'ouverture à l'exploitation du prolongement de Hakata à Aéroport de Fukuoka.

## Services aux voyageurs

### Accès et accueil
La station est ouverte tous les jours.

### Desserte
Aéroport de Fukuoka est desservie par les rames de la ligne Kūkō :
- voies 1 et 2 : direction Hakata, Meinohama (interconnexion avec la ligne Chikuhi pour Chikuzen-Maebaru et Karatsu)

Installations et desserte
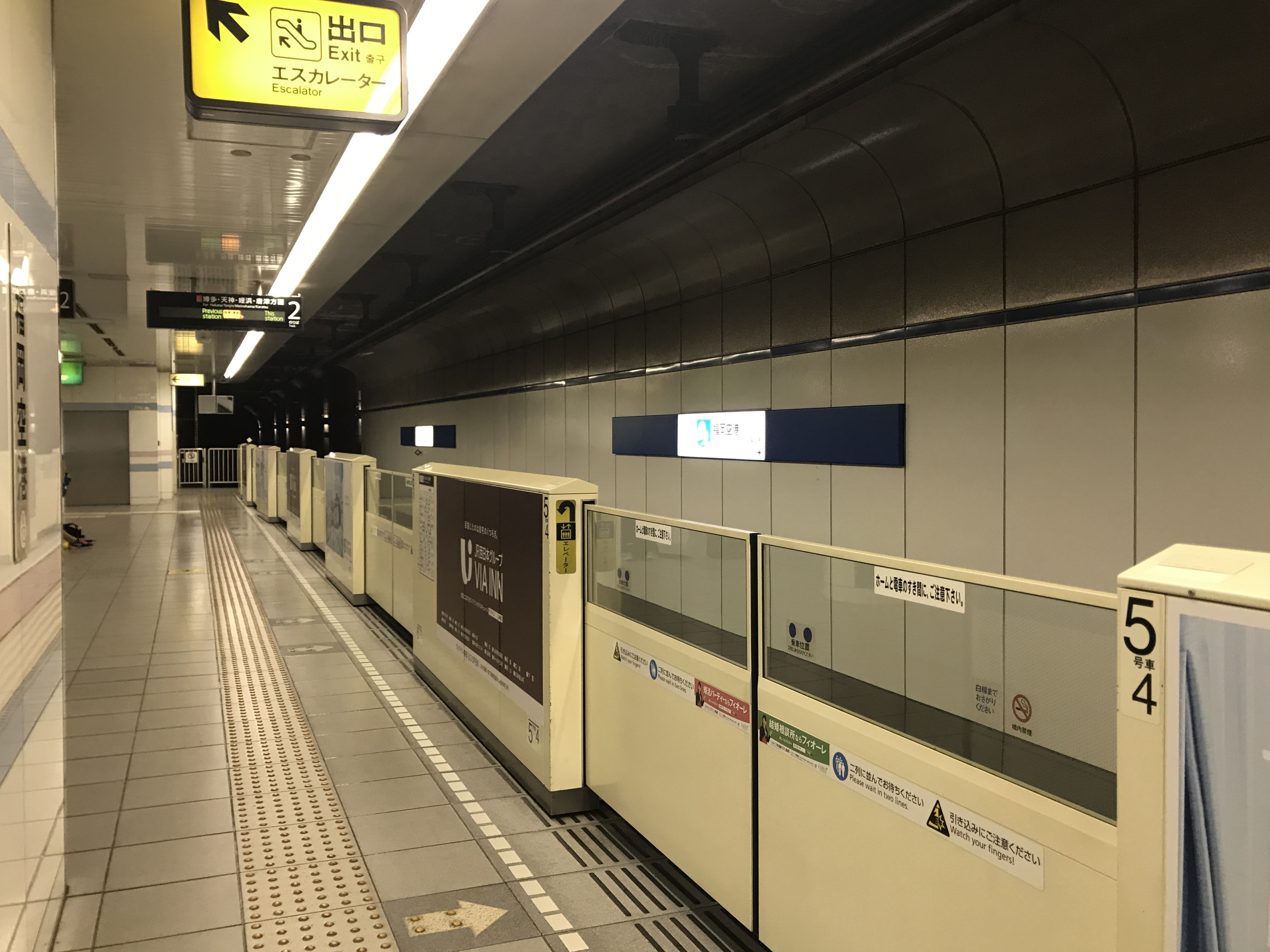
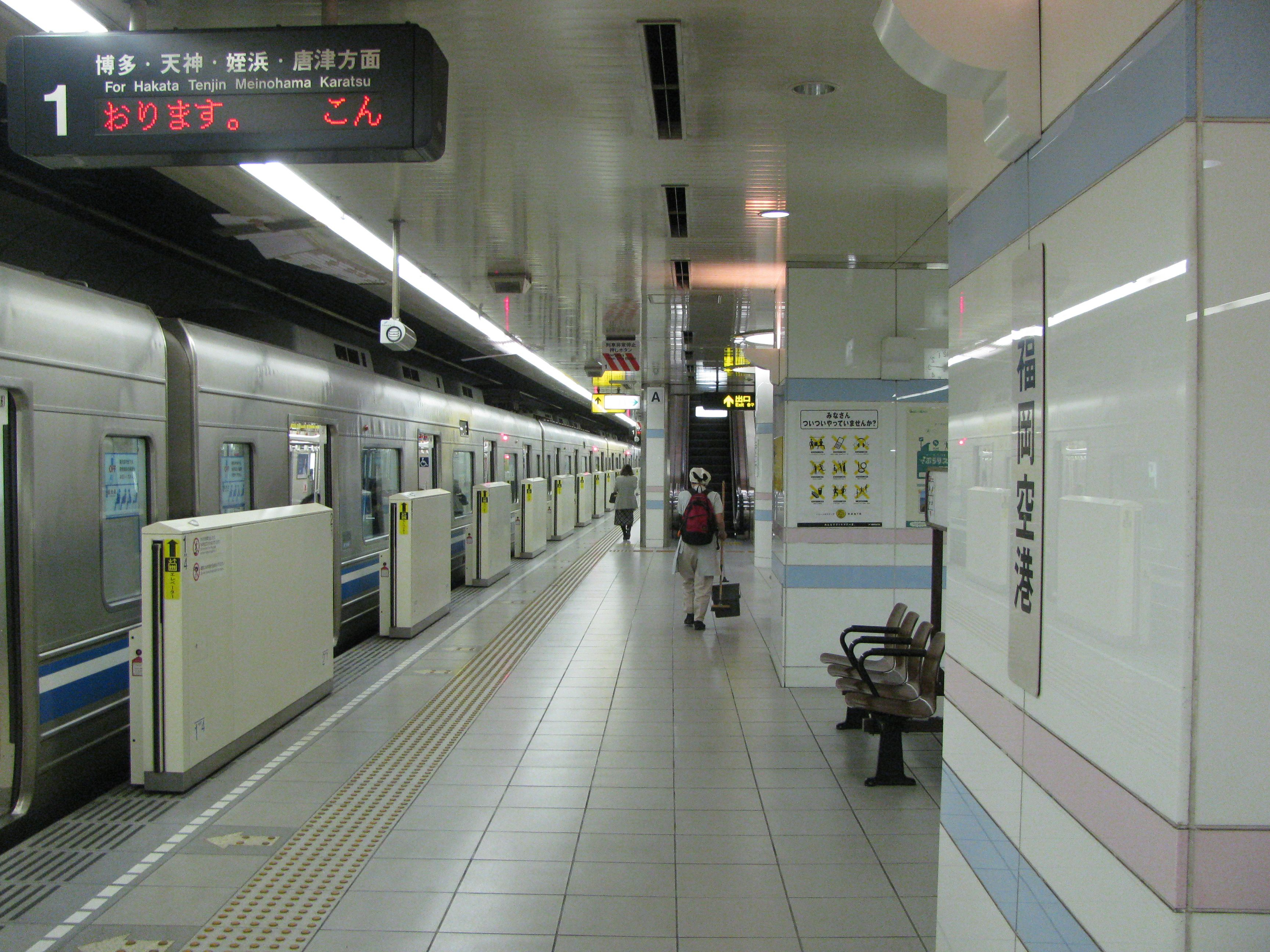
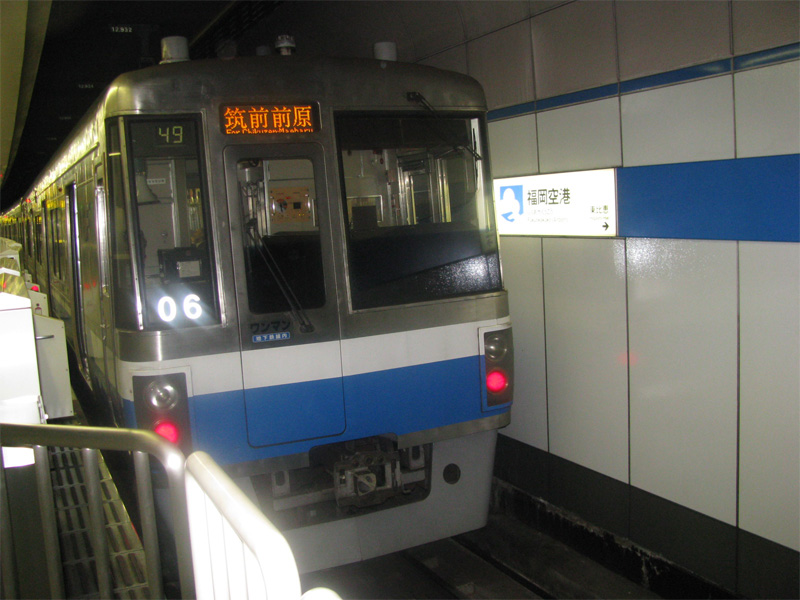

## À proximité
- Aéroport de Fukuoka
- Level5 Stadium